# (26799) 1979 XL
(26799) 1979 XL là một tiểu hành tinh vành đai chính. Nó được phát hiện bởi Henri Debehogne và Edgar Rangel Netto ở Đài thiên văn La Silla ở Chile ngày 15 tháng 12 năm 1979.